# Окмулги
Окмулги (на английски: Okmulgee) е северноамериканско индианско племе, част от Крикската конфедерация, което първоначално живее около изворите на река Окмулги в Джорджия. В езика хичити името им означава „там, където извира водата“ и се отнася до големите извори в окръг Бътс, Джорджия, наречени Индианските извори (Индиън Спрингс) от англичаните. Крикското им име е „оики тлако“ и „оикеуали“, което означава почти същото.
Смята се, че първоначално племето живее на извора, от който река Окмулги получава името си, но ранните карти на региона не показват града им на реката. Тъй като тогава това място е заето от хичитите, се предполага, че окмулги са тяхно подразделение и са се отделили от тях. Преместват се на големия завой на река Чатахучи, където се споменават през 1750 г. и 1761 г. като част от племената чиаха и осочи. След 1822 г. градът им се намира източно от река Флинт, близо до градът Хоталгихуяна на чиаха като наброяват 220 души. След изгонването на криките в Оклахома, се заселват близо до чиаха в североизточната част на новата крикска територия. Те са едно от първите крикски племена, които се отказват от старите нрави и възприемат начина на живот на белите. В резултат на това техни изтъкнати мъже са водещи фигури в крикската нация.